# Mashuiluwa
Mashuiluwa (... – post 1310 a.C.) è stato un sovrano del XIV secolo a.C. dello stato Arzawa di Mira, vassallo degli Ittiti.
Le prime fonti che abbiamo su questo sovrano ci giungono dal re Ittita Šuppiluliuma I che nei primi anni del proprio regno (1345-1340 a.C. ca) sottomise l'intera area degli Arzawa, situata nell'Ovest dell'Anatolia dopo che, appena un ventennio prima, erano stati gli Arzawa, uniti sotto Tarhuna-Radu, a sottrarre territori agli Ittiti. E così, durante la fase di riscatto degli Ittiti, Suppiluliuma ci narra nelle sue "Gesta" che un principe arzawa in fuga, appunto Mashuiluwa, cacciato dalla propria terra dai fratelli, riparò da lui chiedendo aiuto; il re Ittita lo accolse e addirittura gli dette in sposa una propria figlia, Muwatti, probabilmente convinto di poter restituire al genero il trono del proprio paese e con la speranza di suggellare così il legame tra i due stati.
In realtà Suppiluliuma non riuscì nell'operazione, o almeno non subito, e per tornare o salire sul trono di Mira, Mashuiluwa dovette attendere qualche tempo e la stabilizzazione completa dell'area Arzawa.
Fu il successore di Suppiluliuma, Muršili II,  a porre sul trono di Mira Mashuiluwa, che dunque risulterebbe essere il primo sovrano della storia di questo regno: la recente decifrazione da parte di Hawkins dei cosiddetti Rilievi di Karabel (una serie di bassorilievi sul passo montano di Karabel, in Turchia Occidentale, che segnava forse il confine del regno di Mira) che celebrano Tarkasnawa, un sovrano successivo, e la sua genealogia, rimandano a Mashuiluwa come sovrano iniziale della dinastia regnante della città di Mira.
Durante la rivolta Arzawa condotta dal re Uhha-Ziti, che dalla città di Apasa regnava sull' Arzawa Minor (1319), Mashuiluwa non solo rimase fedele agli Ittiti ma combatté con essi sconfiggendo l'esercito Arzawa guidato dal figlio del sovrano, Piyama-Kurunta; la popolazione di Mira verosimilmente si divise tra le due fazioni, il che avvalorerebbe l'ipotesi di cui sotto che Mira in quel momento facesse parte del regno di Arzawa Minor e non avesse un sovrano proprio.
L'intervento finale di Muršili II col proprio esercito detta la svolta decisiva alla contesa, e gli Ittiti riconquistarono definitivamente i territori domando la rivolta; Mursili installò il fedele vassallo sul trono ed in più, probabilmente proprio come premio per la fedeltà dimostrata, annetté allo stato di Mira i territori del regno che gli studiosi chiamano "Arzawa Minor"; il sovrano Ittita lasciò a Mira anche 600 soldati come guardia personale di Mashuiluwa, a testimonianza della instabilità del momento.
Oggi alcuni storiciritengono probabile che in realtà Mira non fosse mai stato fino ad allora uno stato indipendente, ma che fosse parte di una entità territoriale, detta oggi appunto Arzawa Minor; secondo questa teoria, dopo la rivolta, Mursili avrebbe spostato la sede del regno a Mira, appuntandovi Mashuiluwa.
Infatti negli annali Ittiti ci si riferirà a lui come "il Signore di Arzawa".
È possibile che oltre alla fedeltà verso gli Ittiti, Mashuiluwa avesse anche motivi personali per schierarsi contro Uhha-Ziti: un passaggio negli Annali di Mursili, infatti, lascia intendere che proprio Mashuiluwa potesse essere l'erede legittimo del trono di Arzawa, forse addirittura di Grande Arzawa, come suggerisce Starke, e che Uhha-Ziti potesse essere un usurpatore, magari uno dei fratelli che lo avevano esiliato: "...e la terra di Mira...io restitui a Mashuiluwa, e la casa ed il trono di suo padre io restituii a lui".
Fu invece Mashuiluwa stesso a ribellarsi agli Ittiti un decennio più tardi (1310), nel 12º anno di regno di Mursili: ancora una volta Mursili dovette muovere ad Ovest, contro il cognato che per ragioni a noi sconosciute lo aveva sfidato; ed ancora una volta l'esercito Ittita ebbe la meglio, nonostante Mashuiluwa avesse trascinato con sé nella rivolta le zone Arzawa di Pitassa e Maşa.
Sconfitto riparò a Maşa, ma Mursili assediò la città, riducendola allo stremo, finché furono gli stessi abitanti a consegnargli il ribelle.
Muršili II risparmiò la vita a Mashuiluwa che fu comunque rimosso dal trono e confinato ad Ḫattuša, presumibilmente in un monastero.
Sul trono di Mira pose il figlio adottivo dell'ex-sovrano e della sorella Muwatti, suo nipote Kupanta-Kurunta (figlio naturale di un fratello di Mashuiluwa), che vi regnò per molti anni con estrema lealtà verso i sovrani Ittiti, dai quali venne sempre trattato come un membro della famiglia reale.